# Tower Block
Tower Block é um filme de suspense britânico dirigido por James Nunn e Ronnie Thompson e escrito por James Moran. O filme é estrelado por Sheridan Smith, Jack O'Connell, Ralph Brown e Russell Tovey. Foi lançado nos cinemas no Reino Unido em 21 de setembro de 2012.

## Elenco
- Sheridan Smith como Becky
- Jack O'Connell como Kurtis
- Ralph Brown como Neville
- Russell Tovey como Paul
- Jill Baker como Violet
- Loui Batley como Amy
- Steven Cree como DC Devlin
- Nabil Elouahabi como Gary
- Christopher Fulford como Kevin
- Julie Graham como Carol
- Tony Jayawardena como Eddie
- Jamie Thomas King como Ryan
- Ralph Laurila como Jimmy
- Michael Legge como Jeff
- Montserrat Lombard como Jenny
- Jordan Long como Ormond
- Harry McEntire como Daniel
- Kane Robinson como Mark
- James Weber Brown como Brian
- Caroline Artiss como Liz

## Recepção crítica
No Rotten Tomatoes, o filme detém um índice de 50% de aprovação com base em 16 críticas, com uma nota média de 5,1/10. Simon Crook da Empire deu ao filme 3 de 5 estrelas, afirmando: "Um cenário incomum e descuidado para um thriller que entrega com simplicidade brutal". A Sky também deu 3 de 5, e Phelim O'Neill do The Guardian avaliou com 2 de 3 estrelas. Jordan Mintzer do The Hollywood Reporter escreveu do Festival Internacional de Cinema de Berlim: o filme compensa "seu cenário de alto conceito/baixo poder intelectual com algumas sequências de ação bacanas e performances enérgicas, esta estreia na direção bastante promissora da dupla James Nunn e Ronnie Thompson". Allan Hunter para o Daily Express escreveu, "não soa como uma ótima premissa, mas isso é surpreendentemente tenso e envolvente, graças a algumas produções cinematográficas engenhosas e atuações atraentes". Terry Mulcahy, do Film4, afirmou que, "Apesar de sua relativa simplicidade, Tower Block oferece um soco que é melhor experimentado fresco - então evite spoilers!" A Hedd magazine avaliou o filme, afirmando que é "facilmente o melhor filme britânico de 2012", com o Sunday Times, Starburst e Box Office Buzz dando 4 de 4 estrelas, com Box Office Buzz afirmando que é um "passeio brutal de suspense e tensão".